# Кехра (станция)
Ке́хра (эст. Kehra raudteejaam) — железнодорожная станция в городе Кехра на линии Таллин — Тарту/Нарва. Находится на расстоянии 39 км от Балтийского вокзала.
На станции Кехра расположен один низкий перрон и четыре пути. На станции останавливаются все пассажирские поезда Elron восточного направления. Из Таллина в Кехра электропоезд идёт 37 минут, скорый поезд — 29 минут.

## Фотогалерея

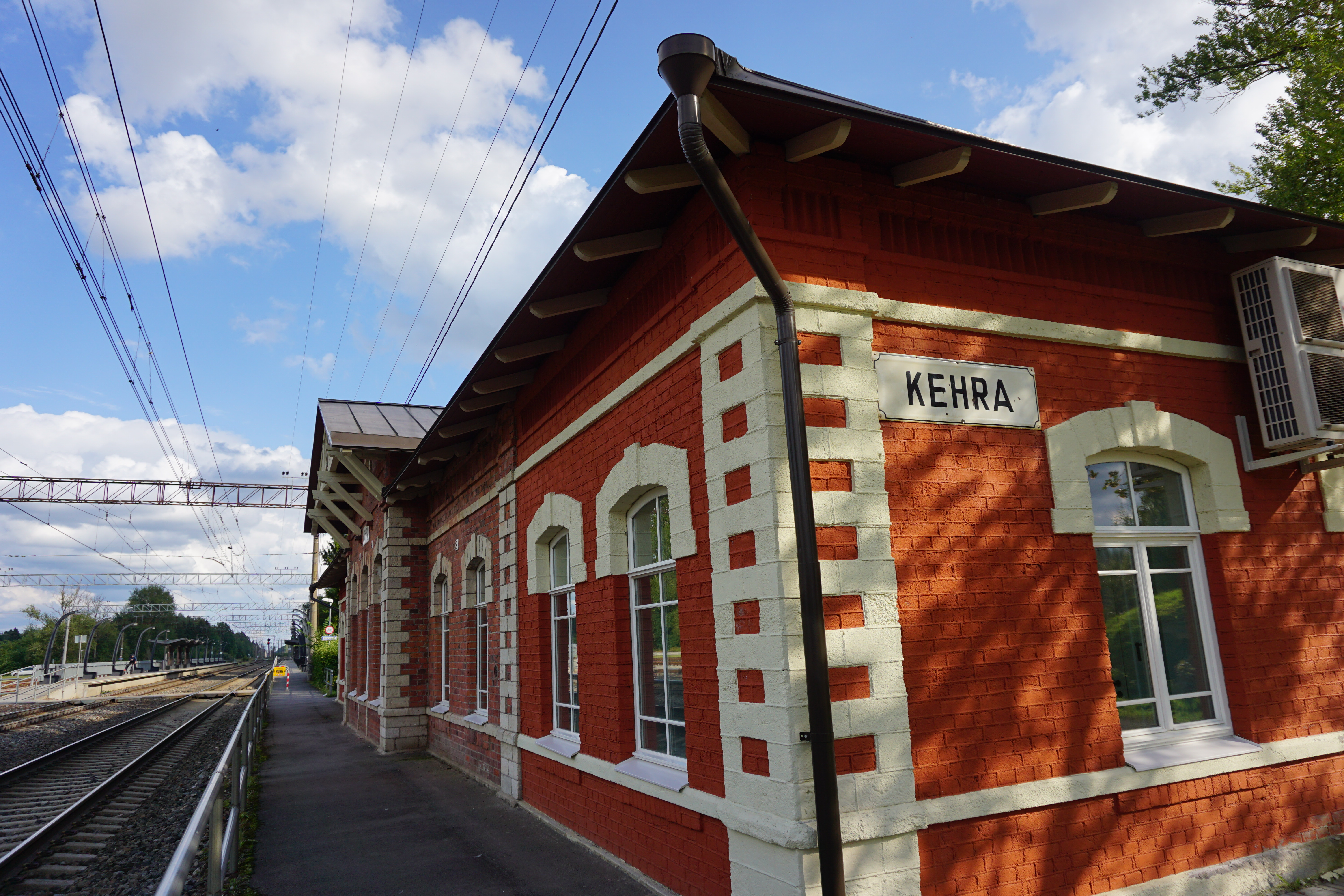
Здание вокзала
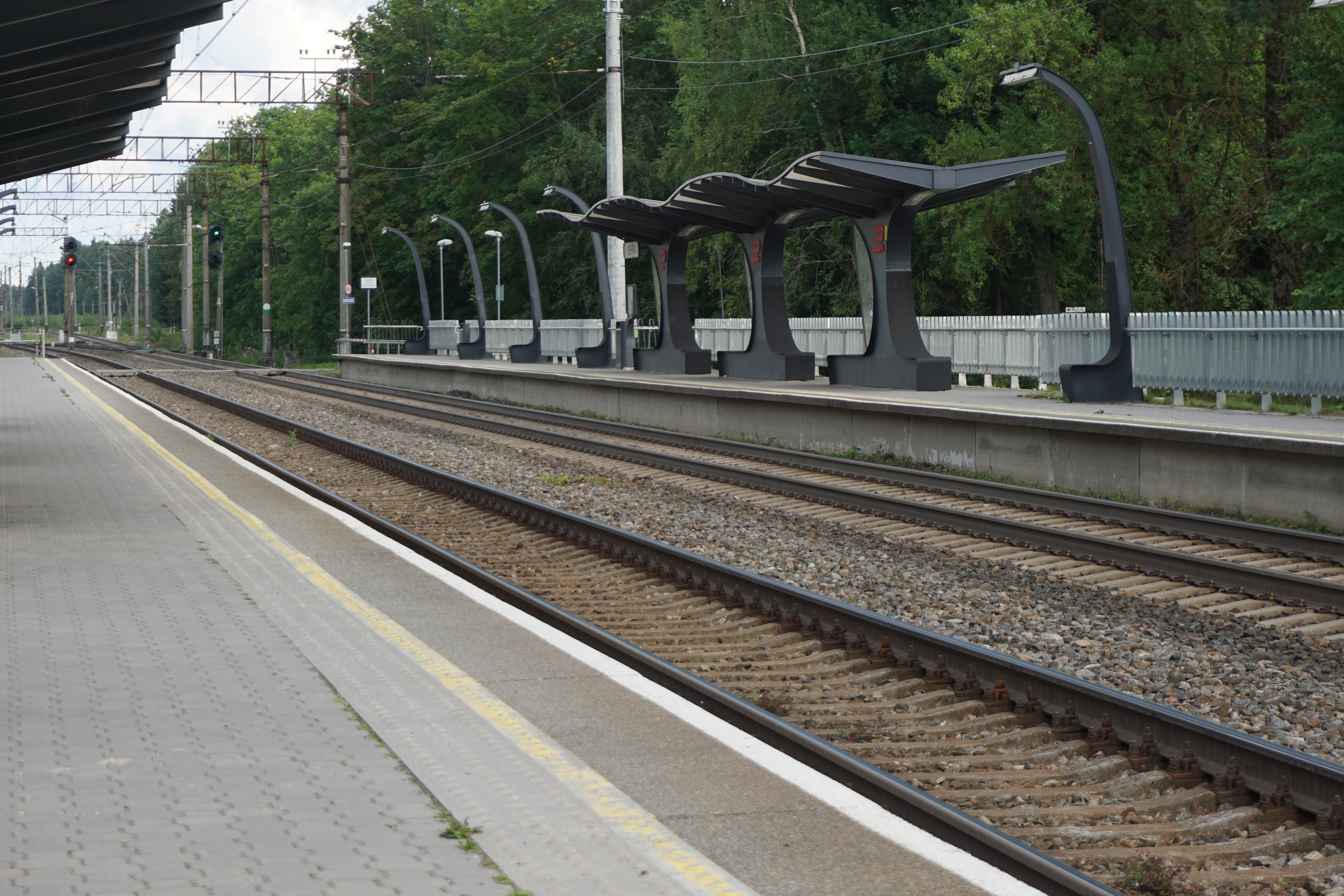
Перрон

| На Таллин |       | На Тарту/Нарву |
| Парила    | Кехра |                |
| Парила    | Кехра | Лахингувялья   |